# Deuxième circonscription du Haut-Rhin
 (septembre 2022).
- Si vous ne connaissez pas le sujet, laissez ce bandeau (vous pouvez alors contacter les auteurs).
- Si vous supprimez le contenu mis en cause (vous pouvez préalablement contacter les auteurs),

argumentez précisément cette suppression dans la page de discussion
(un manque de référence n'est pas un argument ; une recherche réelle de référence doit avoir été effectuée, être formellement documentée).
La deuxième circonscription du Haut-Rhin est une subdivision électorale largement rurale composée, depuis 2010, de huit cantons. Elle est la plus grande du département. La circonscription est partagée entre une partie historiquement francophone, et une partie germanophone dans laquelle la pratique du français s'est répandue après la Seconde guerre mondiale. Politiquement, ses députés depuis 1988 sont adhérents à des partis orientés à droite ou au centre (UDF, RPR, UMP, LR, MoDem).

## Description géographique et sociologique

### De 1958 à 1986
Le département avait cinq circonscriptions.
La deuxième circonscription du Haut-Rhin était composée de :
- canton d'Ensisheim
- canton de Guebwiller
- canton de Munster
- canton de Neuf-Brisach
- canton de Rouffach
- canton de Soultz-Haut-Rhin
- canton de Wintzenheim

### Depuis 1988
La 2e circonscription du Haut-Rhin est constituée de huit cantons :
- Canton de Guebwiller
- Canton de Kaysersberg
- Canton de Lapoutroie
- Canton de Munster
- Canton de Ribeauvillé
- Canton de Rouffach
- Canton de Sainte-Marie-aux-Mines
- Canton de Wintzenheim

Le canton de Guebwiller est depuis 2010 intégré à la 2e circonscription par rapport au nouveau découpage.
La circonscription est très largement catholique, quasi exclusivement dans les cantons de Lapoutroie, Ribeauvillé, Rouffach ou Wintzenheim, assez largement à Kaysersberg (à l'exception de communes comme Bennwihr). Les cantons de Munster et Sainte-Marie-aux-Mines sont majoritairement protestants, de façon assez nette à Munster, le canton de Sainte-Marie-aux-Mines étant « mixte » à parité entre catholiques et protestants.
Historiquement divisée entre cantons vosgiens francophones à Lapoutroie et - partiellement - à Sainte-Marie-aux-Mines (le chef-lieu étant dialectophone) et les autres cantons germanophones, l'arrondissement conserve un bon niveau de pratique de l'Alsacien. La pratique courante du Français ne s'est répandue qu'après la Seconde Guerre mondiale dans les cantons dialectophones. Cette division linguistique, tout comme la division religieuse, a eu d'importantes conséquences électorales depuis la constitution de la circonscription.

## Description politique
L'arrondissement de Ribeauvillé ne constitua une circonscription propre que durant l'entre-deux-guerres, celle-ci regroupant alors les cantons de Ribeauvillé, Kaysersberg, Lapoutroie et Sainte-Marie-aux-Mines. Elle avait tout d'abord été un fief de la droite catholique nationale Union populaire républicaine et APNA de 1919 à 1932, puis s'était laissé séduire par un candidat indépendant proche de la droite, le millionnaire Maurice Burrus. Un clivage important distinguait alors les cantons dialectophones de Kaysersberg et Ribeauvillé, proche de l'UPR, et les cantons vosgiens de Lapoutroie et Sainte-Marie-aux-Mines, fiefs du député Burrus. L'arrondissement de Ribeauvillé n'eut plus de représentant propre de 1958 à 1986, la première circonscription du Haut-Rhin regroupant alors les arrondissements de Colmar et Ribeauvillé, ce qui eut pour conséquence principale d'entraîner l'élection de députés colmariens jusqu'à la réforme Pasqua initiée en 1986.
La 2e circonscription du Haut-Rhin est la plus étendue du département. Circonscription assez largement rurale, composée de villes moyennes comme Ribeauvillé, Rouffach ou Wintzenheim. Le tissu industriel y a longtemps été réduit à Sainte-Marie aux Mines (à Rouffach, par exemple, les vignerons s'opposèrent à l'industrialisation de leur territoire). De plus, la circonscription tire profit des vignobles de Ribeauvillé à Rouffach. Le canton protestant de Munster est assez conservateur, patrie d'Albert Schweitzer, tout comme le canton vosgien peu peuplé de Lapoutroie.
Traditionnellement orientée à droite lors des dernières élections, elle a élu depuis 1988 une série de députés appartenant à l'UDF, au RPR puis à l'UMP. En 1988 le député sortant J.P Fuchs, élu colmarien, fut investi et élu au 1er tour dans cette circonscription rurale avec 55 % des voix. Il fut réélu en 1993, malgré une forte concurrence interne à droite, contre la candidate écologiste Meyer-Barthet avec 55 % des voix au 2e tour. En 1997, victime d'une certaine usure (il était élu depuis 1978), J.P Fuchs fut battu par un candidat divers-droite proche du RPR, soutenu par le sénateur Haenel, M. Dumoulin, qui obtint plus de 58 % des voix au 2e tour. Déchu de son mandat en 2000, celui-ci ne put se représenter. En 2002 la circonscription réaffirma son ancrage à droite, le 2e tour opposant le maire de Ribeauvillé (UMP) J.L Christ à un candidat divers-droite maire d'Eguisheim P. Hussherr. J.L. Christ l'emporta avec plus de 59 % des voix, seul le canton de Wintzenheim lui préféra P. Hussherr.
La circonscription est donc très nettement marquée à droite, la gauche n'ayant jamais été présente au 2e tour. Cependant on note une très forte implantation de mouvements écologistes, notamment dans les cantons de Ribeauvillé et Kaysersberg (détenus par des écologistes). La 2e Circonscription a par ailleurs privilégié les candidatures non-gaullistes. À l'exception de M. Dumoulin, les députés Fuchs et Christ sont tous deux issus de la démocratie-chrétienne. La droite est très largement implantée dans l'ensemble des cantons, et réalisent des scores très importants dans les cantons viticoles de Kaysersberg, Wintzenheim et Ribeauvillé. Elle détient par ailleurs les canton de Rouffach, Munster et  Lapoutroie. La gauche ne dispose pas de véritable fief. Longtemps le canton protestant de Sainte-Marie-aux-Mines (l'un des seuls détenus par la SFIO jusque dans les années 1960) constitua un bastion de gauche dans cette circonscription. La crise industrielle du Val d'Argent l'a cependant considérablement affaiblie au profit de l'extrême-droite. En 1995 et 2 002 J.-M. Le Pen y réalisait des scores très importants et en 2004 le canton a élu un candidat régionaliste d'extrême-droite, C.Chaton, à la suite d'une triangulaire.
Lors de l’élection présidentielle de 1 988 J. Chirac obtenait 55 % des voix au second tour. En 1995 la circonscription plaçait largement E. Balladur en tête (27,6 %) devant J.M. Le Pen (22,6 %), J. Chirac (17 %) et L. Jospin (14,6 %). Au second tour elle choisissait J. Chirac à plus de 60 % (61,7 %). En 2 002 J.-M. Le Pen (22,1 %) y arrivait en tête devant J. Chirac (18,4 %), F. Bayrou (10,6 %) et L. Jospin (8,8 %). À noter les bons scores de N. Mamère (6,4 %), B. Mégret (5,6 %) et A. Madelin (5,2 %).
La domination de la droite et du centre-droit dans l'arrondissement de Ribeauvillé n'a souffert aucune contestation à l'occasion des élections présidentielles et législatives, N. Sarkozy réalisant ici les meilleurs résultats d'un candidat de droite depuis V. Giscard d'Estaing en 1974. Le premier tour de scrutin plaçait en effet le candidat UMP nettement en tête, avec 37,2 %, faisant plus que doubler le score de J. Chirac en 2002, et dépassant légèrement sa moyenne alsacienne (36,2 %). Il était suivi par le candidat UDF, F. Bayrou, qui, obtenant son meilleur score haut-rhinois 22,9 %, progressait lui aussi très nettement. Les zones de force des deux candidats se recoupait assez largement, centrées autour des cantons du vignoble de Ribeauvillé (41 % pour Sarkozy, 21,4 % pour Bayrou), Kaysersberg (39 % pour Sarkozy, 24 % pour Bayrou), Wintzenheim (38,8 % pour Sarkozy, 23,4 % pour Bayrou), ainsi qu'à Munster (36,8 % pour Sarkozy, 21,3 % pour Bayrou). À l'inverse les candidats UMP et UDF réalisaient des performances plus faibles à Lapoutroie et Sainte-Marie-Aux-Mines. Le candidat FN, J-M Le Pen n'arrivait plus qu'en troisième position, avec 13,8 % des voix, perdant près de 10 points au profit de N. Sarkozy, voire de F. Bayrou. Il réalisait ses meilleures performances, en recul très net, à Munster (16,1 %) et Sainte-Marie-Aux-Mines (16 %). Enfin, la candidate PS, S. Royal, ne se plaçait ici que quatrième, atteignant 13,5 %, en recul sur le score de L. Jospin en 1995. Elle atteignait 18,1 % à Sainte-Marie-Aux-Mines, mais par ailleurs de dépassait pas 12 % à Ribeauvillé, Munster et Kaysersberg. Le second tour confirma, voire amplifia, la domination de N. Sarkozy dans la circonscription, celui-ci bénéficia en effet d'un très bon report des voix FN et UDF sur son nom. Il frôlait la barre des 70 %, atteignant 68,9 %, barre qu'il dépassait à Ribeauvillé (74,4 %) et Kaysersberg (71,7 %) et approchait à Munster et Wintzenheim (69 %). Il réalisait des performances plus faibles à Sainte-Marie-Aux-Mines et Lapoutroie, mais dépassait dans ces deux cantons 60 % des voix, affirmant ainsi une nette domination de la droite.
Les élections législatives de juin ne firent que confirmer très largement les tendances exprimées à l’élection présidentielle, les amplifiant même en permettant l'élection au premier tour du député sortant J-L Christ, maire de Ribeauvillé. La "revanche" de la primaire de la primaire de 2002 ayant opposé, entre autres, J-L Christ et T. Speitel tourna de fait court. Le député UMP obtint en effet 54 % des voix au premier tour, dépassant la majorité absolue dans l'ensemble des cantons à l'exception de Sainte-Marie-Aux-Mines. ses scores variant de 66,8 % à Ribeauvillé à 44,4 % à Sainte-Marie-Aux-Mines. Face ce score très important du député sortant, le candidat Modem, pourtant assez connu et déjà candidat en 2002, T. Speitel ne réalisait qu'une performance assez faible 11,1 % des voix, ses scores variant de 7,6 % à Rouffach à 17,4 % à Kaysersberg. Il pâtissait visiblement de l'absence de consigne donnée par F. Bayrou lors de l'entre-deux-tours, alors même qu'une large majorité des électeurs UDF alsaciens s'étaient reportés au second tour sur N. Sarkozy. La candidate PS, D. Rubrecht, réalisait un score faible mais honorable, 10,4 %, ses scores variant de 6,4 % à Ribeauvillé à 13,2 % à Sainte-Marie-Aux-Mines. Enfin, si le FN confirmait sa très forte érosion, ne dépassant pas 5 %, un candidat divers-droite, O. Verrier, dépassait 5 %, et réalisait une performance relative dans les cantons vosgiens de Lapoutroie et Sainte-Marie-Aux-Mines, confirmant ainsi l'ancrage à droite de la circonscription.
Partant, les tendances électorales de la circonscription ne sortent pas bouleversées des élections de 2007. Bien au contraire, la droite ayant renforcé ici ses résultats, et cela de façon assez homogène, les différences géographiques persistent cependant, mais dans le cadre d'une large domination des partis de droite et de centre-droit. Les cantons du vignoble représentent les bastions les plus forts de l'UMP et de l'UDF, N. Sarkozy y dépassant ou y frôlant 70 % le 6 mai, après d'excellents reports d'un électorat de centre-droit démocrate-chrétien s'étant porté sur F. Bayrou au premier tour. Si le candidat UDF a su retrouvé le 22 avril une partie importante des électeurs traditionnels de la démocratie-chrétienne, ceux-ci n'ont pas suivi sa position "ni droite, ni gauche", et ont aussi bien le 6 mai que le 10 juin voté pour les candidats UMP, confirmant l'ancrage à droite de la circonscription. La gauche reste en effet ici très faible, même si elle réalise de meilleures performances dans les cantons vosgiens de Lapoutroie et Sainte-Marie-Aux-Mines, souvent en phagocytant un ancien électorat vert, celles-ci ne dépassent 40 % nulle part, et s'inscrivent en dessous de 30 % dans le vignoble. Sa faiblesse a été largement confirmée aux législatives, la candidate PS n'arrivant qu'à une très lointaine troisième place. Enfin, le fait majeur - ici comme dans le reste de l'Alsace - des élections de 2007, reste l'effondrement du FN, très largement enclenché le 22 avril, et drastiquement confirmé le 10 juin. Même dans son fief de Sainte-Marie-Aux-Mines, J-M Le Pen n'a pas dépassé 20 %, et les performances réalisées ici restent les plus faibles depuis 1984. Cette assèchement de l'extrême-droite a mécaniquement renforcé très fortement le vote en faveur des partis de droite traditionnels.

## Historique des résultats
| Législature | Début de mandat | Fin de mandat  | Député            | Parti politique | Observations |
| ----------- | --------------- | -------------- | ----------------- | --------------- | --- |
| IXe         | 23 juin 1988    | 1er avril 1993 | Jean-Paul Fuchs   | UDF             | Conseiller général de Colmar.                                                                                       |
| Xe          | 2 avril 1993    | 21 avril 1997  | Jean-Paul Fuchs   | UDF             | Conseiller général de Colmar. Mandat écourté à la suite d'une dissolution parlementaire décidée par Jacques Chirac. |
| XIe         | 12 juin 1997    | 18 juin 2002   | Marc Dumoulin     | DVD             | |
| XIIe        | 19 juin 2002    | 19 juin 2007   | Jean-Louis Christ | UMP             | Maire de Ribeauvillé.                                                                                               |
| XIIIe       | 20 juin 2007    | 19 juin 2012   | Jean-Louis Christ | UMP             | Maire de Ribeauvillé.                                                                                               |
| XIVe        | 20 juin 2012    | 20 juin 2017   | Jean-Louis Christ | UMP             | Maire de Ribeauvillé.                                                                                               |
| XVe         | 21 juin 2017    | 21 juin 2022   | Jacques Cattin    | LR              | Maire de Voegtlinshoffen.                                                                                           |
| XVIe        | 19 juin 2022    | 9 juin 2024    | Hubert Ott        | MoDem           | Rouffach Mandat écourté à la suite d'une dissolution parlementaire décidée par Emmanuel Macron.                     |

## Historique des élections

### Élections de 1958
| Candidat       | Candidat              | Parti          | Premier tour | Premier tour | Second tour | Second tour |  |
| Candidat       | Candidat              | Parti          | Voix         | %            | Voix        | %           |  |
| -------------- | --------------------- | -------------- | ------------ | ------------ | ----------- | ----------- |  |
|                | Georges Bourgeois élu | UNR            | 18 154       | 42,35        | 22 184      | 50,85       |  |
|                | Fernand Ortlieb       | MRP            | 16 569       | 38,65        | 15 219      | 34,89       |  |
|                | Louis Fouilleron      | SFIO           | 4 943        | 11,53        | 3 491       | 8           |  |
|                | Albert Lantz          | PCF            | 3 205        | 7,48         | 2 732       | 6,26        |  |
|                |                       |                |              |              |             |             |  |
| Inscrits       | Inscrits              | Inscrits       | 59 656       | 100,00       | 59 655      | 100,00      |  |
| Abstentions    | Abstentions           | Abstentions    | 15 051       | 25,23        | 14 969      | 25,09       |  |
| Votants        | Votants               | Votants        | 44 605       | 74,77        | 44 686      | 74,91       |  |
| Blancs et nuls | Blancs et nuls        | Blancs et nuls | 1 734        | 3,89         | 1 060       | 2,37        |  |
| Exprimés       | Exprimés              | Exprimés       | 42 871       | 96,11        | 43 626      | 97,63       |  |

Le Docteur Albert Krumenacker, conseiller général du canton de Munster était le suppléant de Georges Bourgeois.

### Élections de 1962
|                | Georges Bourgeois sortant réélu | UNR-UDT        | 25 727 | 65,08  |  |  |  |
|                | François Throo                  | MRP            | 8 526  | 21,57  |  |  |  |
|                | Albert Lantz                    | PCF            | 2 760  | 6,98   |  |  |  |
|                | Georges Scheurer                | SFIO           | 2 517  | 6,37   |  |  |  |
|                |                                 |                |        |        |  |  |  |
| Inscrits       | Inscrits                        | Inscrits       | 59 243 | 100,00 |  |  |  |
| Abstentions    | Abstentions                     | Abstentions    | 18 173 | 30,68  |  |  |  |
| Votants        | Votants                         | Votants        | 41 070 | 69,32  |  |  |  |
| Blancs et nuls | Blancs et nuls                  | Blancs et nuls | 1 540  | 3,75   |  |  |  |
| Exprimés       | Exprimés                        | Exprimés       | 39 530 | 96,25  |  |  |  |

Le suppléant de Georges Bourgeois était Jacques Zaeslé, maire de Muhlbach-sur-Munster.

### Élections de 1967
|                | Georges Bourgeois sortant réélu | UD-Ve          | 26 139 | 57,06  |  |  |  |
|                | Henri Goetschy                  | CD (PDM)       | 10 958 | 23,92  |  |  |  |
|                | Aimé Muré                       | PCF            | 4 566  | 9,97   |  |  |  |
|                | Georges Scheurer                | SFIO (FGDS)    | 4 147  | 9,05   |  |  |  |
|                |                                 |                |        |        |  |  |  |
| Inscrits       | Inscrits                        | Inscrits       | 56 582 | 100,00 |  |  |  |
| Abstentions    | Abstentions                     | Abstentions    | 8 775  | 15,51  |  |  |  |
| Votants        | Votants                         | Votants        | 47 807 | 84,49  |  |  |  |
| Blancs et nuls | Blancs et nuls                  | Blancs et nuls | 1 997  | 4,18   |  |  |  |
| Exprimés       | Exprimés                        | Exprimés       | 45 810 | 95,82  |  |  |  |

Le suppléant de Georges Bourgeois était Robert Schmitt, Vice-Président du Conseil général, maire de Munster.

### Élections de 1968
|                | Georges Bourgeois sortant réélu | UDR (URP)      | 29 408 | 63,98  |  |  |  |
|                | Henri Goetschy                  | CD (PDM)       | 8 742  | 19,02  |  |  |  |
|                | Gilbert Fricker                 | CIR (FGDS)     | 4 152  | 9,03   |  |  |  |
|                | Aimé Muré                       | PCF            | 3 665  | 7,97   |  |  |  |
|                |                                 |                |        |        |  |  |  |
| Inscrits       | Inscrits                        | Inscrits       | 58 697 | 100,00 |  |  |  |
| Abstentions    | Abstentions                     | Abstentions    | 11 458 | 19,52  |  |  |  |
| Votants        | Votants                         | Votants        | 47 239 | 80,48  |  |  |  |
| Blancs et nuls | Blancs et nuls                  | Blancs et nuls | 1 272  | 2,69   |  |  |  |
| Exprimés       | Exprimés                        | Exprimés       | 45 967 | 97,31  |  |  |  |

Le suppléant de Georges Bourgeois était Gérard Henne, conseiller général, maire de Neuf-Brisach.

### Élections de 1973
| Candidat       | Candidat                        | Parti          | Premier tour | Premier tour | Second tour | Second tour |  |
| Candidat       | Candidat                        | Parti          | Voix         | %            | Voix        | %           |  |
| -------------- | ------------------------------- | -------------- | ------------ | ------------ | ----------- | ----------- |  |
|                | Georges Bourgeois sortant réélu | UDR (URP)      | 22 135       | 46,14        | 23 628      | 49,77       |  |
|                | Étienne Bannwarth               | PS (UGSD)      | 8 634        | 18           | 13 507      | 28,45       |  |
|                | Eugène Spiess                   | CD (MR)        | 7 104        | 14,81        | 10 343      | 21,78       |  |
|                | Jean Klein                      | Rad (MR)       | 6 358        | 13,25        | Retrait     | Retrait     |  |
|                | Bernard Schroedel               | PCF            | 3 742        | 7,8          |             |             |  |
|                |                                 |                |              |              |             |             |  |
| Inscrits       | Inscrits                        | Inscrits       | 60 825       | 100,00       | 60 819      | 100,00      |  |
| Abstentions    | Abstentions                     | Abstentions    | 11 132       | 18,3         | 12 234      | 20,12       |  |
| Votants        | Votants                         | Votants        | 49 693       | 81,7         | 48 585      | 79,88       |  |
| Blancs et nuls | Blancs et nuls                  | Blancs et nuls | 1 720        | 3,46         | 1 107       | 2,28        |  |
| Exprimés       | Exprimés                        | Exprimés       | 47 973       | 96,54        | 47 478      | 97,72       |  |

Le suppléant de Georges Bourgeois était Charles Haby, conseiller municipal de Guebwiller.

### Élections de 1978
| Candidat       | Candidat           | Parti          | Premier tour | Premier tour | Second tour | Second tour |  |
| Candidat       | Candidat           | Parti          | Voix         | %            | Voix        | %           |  |
| -------------- | ------------------ | -------------- | ------------ | ------------ | ----------- | ----------- |  |
|                | Charles Haby élu   | RPR            | 14 744       | 25,88        | 34 918      | 61,18       |  |
|                | Étienne Bannwarth  | PS             | 12 929       | 22,69        | 22 152      | 38,82       |  |
|                | Eugène Spiess      | UDF (CDS)      | 9 312        | 16,34        | Retrait     | Retrait     |  |
|                | Jean-Martin Jaeglé | UDF (PR)       | 9 124        | 16,01        | Retrait     | Retrait     |  |
|                | Jean-Paul Gross    | Écologie 78    | 3 857        | 6,77         |             |             |  |
|                | Guy Buecher        | PCF            | 3 429        | 6,02         |             |             |  |
|                | Michel Clo         | Régionaliste   | 1 860        | 3,26         |             |             |  |
|                | Michèle Sabatier   | LO             | 1 000        | 1,76         |             |             |  |
|                | Jean-Marie Keltz   | MRG            | 720          | 1,26         |             |             |  |
|                |                    |                |              |              |             |             |  |
| Inscrits       | Inscrits           | Inscrits       | 69 851       | 100,00       | 69 849      | 100,00      |  |
| Abstentions    | Abstentions        | Abstentions    | 11 182       | 16,01        | 10 843      | 15,52       |  |
| Votants        | Votants            | Votants        | 58 669       | 83,99        | 59 006      | 84,48       |  |
| Blancs et nuls | Blancs et nuls     | Blancs et nuls | 1 694        | 2,89         | 1 936       | 3,28        |  |
| Exprimés       | Exprimés           | Exprimés       | 56 975       | 97,11        | 57 070      | 96,72       |  |

Le suppléant de Charles Haby était Jean Schuller, maire de Hohrod.

### Élections de 1981
| Candidat       | Candidat                   | Parti          | Premier tour | Premier tour | Second tour | Second tour |  |
| Candidat       | Candidat                   | Parti          | Voix         | %            | Voix        | %           |  |
| -------------- | -------------------------- | -------------- | ------------ | ------------ | ----------- | ----------- |  |
|                | Charles Haby sortant réélu | RPR (UNM)      | 22 447       | 45,83        | 29 497      | 57,11       |  |
|                | Jacques Gaillard           | PS             | 16 061       | 32,79        | 22 152      | 42,89       |  |
|                | Jean-Martin Jaeglé         | UDF (PR)       | 5 412        | 11,05        |             |             |  |
|                | Henri Bannwarth            | MÉP            | 2 736        | 5,58         |             |             |  |
|                | Guy Buecher                | PCF            | 1 680        | 3,43         |             |             |  |
|                | Daniel Better              | Régionaliste   | 646          | 1,32         |             |             |  |
|                |                            |                |              |              |             |             |  |
| Inscrits       | Inscrits                   | Inscrits       | 72 539       | 100,00       | 72 538      | 100,00      |  |
| Abstentions    | Abstentions                | Abstentions    | 22 436       | 30,93        | 19 544      | 26,94       |  |
| Votants        | Votants                    | Votants        | 50 103       | 69,07        | 52 994      | 73,06       |  |
| Blancs et nuls | Blancs et nuls             | Blancs et nuls | 1 121        | 2,24         | 1 345       | 2,54        |  |
| Exprimés       | Exprimés                   | Exprimés       | 48 982       | 97,76        | 51 649      | 97,46       |  |

Le suppléant de Charles Haby était Gilbert Meyer, conseiller municipal de Fessenheim.

### Élections de 1988
|                | Jean-Paul Fuchs sortant réélu | UDF (PR) (URC) | 22 661 | 55,78  |  |  |  |
|                | Jacques Gaillard              | PS             | 11 242 | 27,67  |  |  |  |
|                | Carine Zoller                 | FN             | 5 815  | 14,31  |  |  |  |
|                | Guy Peterschmitt              | PCF            | 907    | 2,23   |  |  |  |
|                |                               |                |        |        |  |  |  |
| Inscrits       | Inscrits                      | Inscrits       | 65 106 | 100,00 |  |  |  |
| Abstentions    | Abstentions                   | Abstentions    | 22 973 | 35,29  |  |  |  |
| Votants        | Votants                       | Votants        | 42 133 | 64,71  |  |  |  |
| Blancs et nuls | Blancs et nuls                | Blancs et nuls | 1 508  | 3,58   |  |  |  |
| Exprimés       | Exprimés                      | Exprimés       | 40 625 | 96,42  |  |  |  |

Le suppléant de Jean-Paul Fuchs était Pierre Knittel, RPR, attaché de direction, conseiller régional, conseiller général, maire de Wettolsheim.

### Élections de 1993
| Candidat       | Candidat                      | Parti          | Premier tour | Premier tour | Second tour | Second tour |  |
| Candidat       | Candidat                      | Parti          | Voix         | %            | Voix        | %           |  |
| -------------- | ----------------------------- | -------------- | ------------ | ------------ | ----------- | ----------- |  |
|                | Jean-Paul Fuchs sortant réélu | UDF (CDS)      | 17 362       | 39,64        | 21 858      | 55,67       |  |
|                | Christine Barthet             | GÉ (EÉ)        | 7 519        | 17,17        | 17 403      | 44,33       |  |
|                | Hervé Dick                    | FN             | 4 879        | 11,14        |             |             |  |
|                | Thierry Speitel               | Divers droite  | 4 788        | 10,93        |             |             |  |
|                | Jacques Cattin                | CNIP           | 4 015        | 9,17         |             |             |  |
|                | Arnaud Bory                   | PS (ADFP)      | 3 020        | 6,89         |             |             |  |
|                | Jean-Jacques Kapp             | MDD            | 1 228        | 2,80         |             |             |  |
|                | Guy Buecher                   | PCF            | 990          | 2,26         |             |             |  |
|                | Marianne Piotrowski           | Divers         | 0            | 0,00         |             |             |  |
|                |                               |                |              |              |             |             |  |
| Inscrits       | Inscrits                      | Inscrits       | 67 645       | 100,00       | 67 643      | 100,00      |  |
| Abstentions    | Abstentions                   | Abstentions    | 20 859       | 30,84        | 24 941      | 36,87       |  |
| Votants        | Votants                       | Votants        | 46 786       | 69,16        | 42 702      | 63,13       |  |
| Blancs et nuls | Blancs et nuls                | Blancs et nuls | 2 985        | 6,38         | 3 441       | 8,06        |  |
| Exprimés       | Exprimés                      | Exprimés       | 43 801       | 93,62        | 39 261      | 91,94       |  |

Le suppléant de Jean-Paul Fuchs était Jean-Paul Meinrad, RPR, maire d'Illhaeusern, conseiller régional.

### Élections de 1997
| Candidat       | Candidat                | Parti          | Premier tour | Premier tour | Second tour | Second tour |  |
| Candidat       | Candidat                | Parti          | Voix         | %            | Voix        | %           |  |
| -------------- | ----------------------- | -------------- | ------------ | ------------ | ----------- | ----------- |  |
|                | Jean-Paul Fuchs sortant | UDF (CDS)      | 10 808       | 24,36        | 15 242      | 41,18       |  |
|                | Marc Dumoulin élu       | Divers droite  | 8 158        | 18,39        | 21 768      | 58,82       |  |
|                | Christian Fricker       | FN             | 8 092        | 18,24        |             |             |  |
|                | Henri Stoll             | Les Verts      | 7 025        | 15,84        |             |             |  |
|                | Christine Mayer-Barthet | Divers gauche  | 5 551        | 12,51        |             |             |  |
|                | Anne Zimmerlin          | LO             | 1 845        | 4,16         |             |             |  |
|                | Patrice Armusieaux      | GÉ             | 1 544        | 3,48         |             |             |  |
|                | Guy Buecher             | PCF            | 1 338        | 3,02         |             |             |  |
|                |                         |                |              |              |             |             |  |
| Inscrits       | Inscrits                | Inscrits       | 68 158       | 100,00       | 68 154      | 100,00      |  |
| Abstentions    | Abstentions             | Abstentions    | 20 844       | 30,58        | 23 626      | 34,67       |  |
| Votants        | Votants                 | Votants        | 47 314       | 69,42        | 44 528      | 65,33       |  |
| Blancs et nuls | Blancs et nuls          | Blancs et nuls | 2 953        | 6,24         | 7 518       | 16,88       |  |
| Exprimés       | Exprimés                | Exprimés       | 44 361       | 93,76        | 37 010      | 83,12       |  |

Le suppléant de Marc Dumoulin était Jacques Cattin, maire de Voegtlinshoffen, viticulteur négociant.

### Élections de 2002
| Candidat       | Candidat              | Parti            | Premier tour | Premier tour | Second tour | Second tour |  |
| Candidat       | Candidat              | Parti            | Voix         | %            | Voix        | %           |  |
| -------------- | --------------------- | ---------------- | ------------ | ------------ | ----------- | ----------- |  |
|                | Jean-Louis Christ élu | UMP              | 10 119       | 23,63        | 17 398      | 59,60       |  |
|                | Pierre Hussherr       | Divers droite    | 5 498        | 12,84        | 11 794      | 40,40       |  |
|                | Thierry Speitel       | Divers droite    | 4 518        | 10,55        |             |             |  |
|                | Christiane Ingold     | FN               | 4 345        | 10,15        |             |             |  |
|                | Jacques Loëss         | PRG              | 4 138        | 9,66         |             |             |  |
|                | Guy Daessle           | Divers droite    | 3 926        | 9,17         |             |             |  |
|                | Christophe Hartmann   | Les Verts        | 2 841        | 6,63         |             |             |  |
|                | Christian Chaton      | MNR              | 2 782        | 6,50         |             |             |  |
|                | Bruno Ciofi           | Pôle républicain | 1 111        | 2,59         |             |             |  |
|                | Guy Buecher           | PCF              | 725          | 1,69         |             |             |  |
|                | Marie-Hélène Pillet   | MÉI              | 610          | 1,42         |             |             |  |
|                | Éric Talles           | Divers           | 608          | 1,42         |             |             |  |
|                | Christophe Husser     | MPF              | 582          | 1,36         |             |             |  |
|                | Vivette Michea        | LO               | 547          | 1,28         |             |             |  |
|                | Vincent Toscani       | Divers (PF)      | 241          | 0,56         |             |             |  |
|                | Dominique Monnot      | CPNT             | 237          | 0,55         |             |             |  |
|                |                       |                  |              |              |             |             |  |
| Inscrits       | Inscrits              | Inscrits         | 71 593       | 100,00       | 71 589      | 100,00      |  |
| Abstentions    | Abstentions           | Abstentions      | 27 483       | 38,39        | 38 200      | 53,36       |  |
| Votants        | Votants               | Votants          | 44 110       | 61,61        | 33 389      | 46,64       |  |
| Blancs et nuls | Blancs et nuls        | Blancs et nuls   | 1 282        | 2,91         | 4 197       | 12,57       |  |
| Exprimés       | Exprimés              | Exprimés         | 42 828       | 97,09        | 29 192      | 87,43       |  |

Le suppléant de Jean-Louis Christ était Jacques Cattin.

### Élections de 2007
|                | Jean-Louis Christ sortant réélu | UMP            | 22 781 | 54,06  |  |  |  |
|                | Thierry Speitel                 | UDF–MoDem      | 4 684  | 11,11  |  |  |  |
|                | Daniell Rubrecht                | PS             | 4 284  | 10,17  |  |  |  |
|                | Olivier Verrier                 | Divers droite  | 2 283  | 5,42   |  |  |  |
|                | Marie-Madeleine Schneider       | FN             | 2 028  | 4,81   |  |  |  |
|                | Christophe Hartmann             | Les Verts      | 1 605  | 3,81   |  |  |  |
|                | Jean-Pierre Frick               | Divers         | 1 141  | 2,71   |  |  |  |
|                | Sylviane Kletty                 | MÉI            | 909    | 2,16   |  |  |  |
|                | Serge Jaeggy                    | Divers gauche  | 814    | 1,93   |  |  |  |
|                | Virginie Formosa                | Divers         | 467    | 1,11   |  |  |  |
|                | Benoît Doerr                    | MPF            | 431    | 1,02   |  |  |  |
|                | Philippe Soucier                | LO             | 394    | 0,93   |  |  |  |
|                | Jean-Claude Delbarre            | PRG            | 322    | 0,76   |  |  |  |
|                |                                 |                |        |        |  |  |  |
| Inscrits       | Inscrits                        | Inscrits       | 74 954 | 100,00 |  |  |  |
| Abstentions    | Abstentions                     | Abstentions    | 31 846 | 42,49  |  |  |  |
| Votants        | Votants                         | Votants        | 43 108 | 57,51  |  |  |  |
| Blancs et nuls | Blancs et nuls                  | Blancs et nuls | 965    | 2,24   |  |  |  |
| Exprimés       | Exprimés                        | Exprimés       | 42 143 | 97,76  |  |  |  |

### Élections de 2012
| Candidat       | Candidat                        | Parti                    | Premier tour | Premier tour | Second tour | Second tour |  |
| Candidat       | Candidat                        | Parti                    | Voix         | %            | Voix        | %           |  |
| -------------- | ------------------------------- | ------------------------ | ------------ | ------------ | ----------- | ----------- |  |
|                | Jean-Louis Christ sortant réélu | UMP                      | 23 454       | 45,92        | 28 988      | 63,55       |  |
|                | Henri Stoll                     | EÉLV (PS, MÉI)           | 10 801       | 21,15        | 16 626      | 36,45       |  |
|                | Julia Abraham                   | FN (RBM)                 | 9 887        | 19,36        |             |             |  |
|                | Fabien Becker                   | diss. PS                 | 4 673        | 9,15         |             |             |  |
|                | Guy Buecher                     | PCF (FG) (Divers gauche) | 1 264        | 2,47         |             |             |  |
|                | Michelle Rousseau               | DLR                      | 456          | 0,89         |             |             |  |
|                | Myriam Springaux                | LO                       | 297          | 0,58         |             |             |  |
|                | Antoine Ceriani                 | PPLD                     | 242          | 0,47         |             |             |  |
|                |                                 |                          |              |              |             |             |  |
| Inscrits       | Inscrits                        | Inscrits                 | 91 139       | 100,00       | 91 136      | 100,00      |  |
| Abstentions    | Abstentions                     | Abstentions              | 39 229       | 43,04        | 43 779      | 48,04       |  |
| Votants        | Votants                         | Votants                  | 51 910       | 56,96        | 47 357      | 51,96       |  |
| Blancs et nuls | Blancs et nuls                  | Blancs et nuls           | 836          | 1,61         | 1 743       | 3,68        |  |
| Exprimés       | Exprimés                        | Exprimés                 | 51 074       | 98,39        | 45 614      | 96,32       |  |

### Élections de 2017
Les élections ont eu lieu les 11 et 18 juin 2017.
- Député sortant : Jean-Louis Christ (LR)

|                                                   | Hubert Ott           | LREM        | 15 826 | 35,92  | 17 974 | 48,61  |  |  |  |  |  |
|                                                   | Jacques Cattin       | LR          | 10 679 | 24,23  | 19 001 | 51,39  |  |  |  |  |  |
|                                                   | Grégory Stich        | FN          | 5 586  | 12,68  |        |        |  |  |  |  |  |
|                                                   | Daniel Loewert       | UL          | 3 278  | 7,44   |        |        |  |  |  |  |  |
|                                                   | Christelle Millet    | LFI         | 3 156  | 7,16   |        |        |  |  |  |  |  |
|                                                   | Laurent Dreyfus      | EELV        | 2 523  | 5,73   |        |        |  |  |  |  |  |
|                                                   | Marie-Paule Gay      | RES         | 630    | 1,43   |        |        |  |  |  |  |  |
|                                                   | Denise Favrel        | DLF         | 579    | 1,31   |        |        |  |  |  |  |  |
|                                                   | Hervé Frantz         | DVD         | 444    | 1,01   |        |        |  |  |  |  |  |
|                                                   | Nicolas Petitdemange | PP          | 405    | 0,92   |        |        |  |  |  |  |  |
|                                                   | Françoise Langard    | UPR         | 268    | 0,61   |        |        |  |  |  |  |  |
|                                                   | Mehmet Turkes        | PEJ         | 238    | 0,54   |        |        |  |  |  |  |  |
|                                                   | Philippe Soucier     | LO          | 233    | 0,53   |        |        |  |  |  |  |  |
|                                                   | Jérôme Fukas         | PCF         | 220    | 0,50   |        |        |  |  |  |  |  |
|                                                   | Dylan Moerman        | ECO         | 0      | 0,00   |        |        |  |  |  |  |  |
|                                                   |                      |             |        |        |        |        |  |  |  |  |  |
| Inscrits                                          | Inscrits             | Inscrits    | 92 268 | 100,00 | 92 204 | 100,00 |  |  |  |  |  |
| Abstentions                                       | Abstentions          | Abstentions | 47 294 | 51,26  | 52 411 | 56,84  |  |  |  |  |  |
| Votants                                           | Votants              | Votants     | 44 974 | 48,74  | 39 793 | 43,16  |  |  |  |  |  |
| Blancs                                            | Blancs               | Blancs      | 656    | 1,46   | 2 058  | 5,17   |  |  |  |  |  |
| Nuls                                              | Nuls                 | Nuls        | 253    | 0,56   | 760    | 1,91   |  |  |  |  |  |
| Exprimés                                          | Exprimés             | Exprimés    | 44 065 | 97,98  | 36 975 | 92,92  |  |  |  |  |  |
| Résultats sur le site du ministère de l'Intérieur |                      |             |        |        |        |        |  |  |  |  |  |

### Élections de 2022
| Résultats des élections législatives des 12 et 19 juin 2022 de la 2e circonscription du Haut-Rhin |                          |                          |                          |              |              |             |             |
| Candidat                                                                                          | Candidat                 | Parti et coalition       | Nuance                   | Premier tour | Premier tour | Second tour | Second tour |
| Candidat                                                                                          | Candidat                 | Parti et coalition       | Nuance                   | Voix         | %            | Voix        | %           |
|                                                                                                   | Hubert Ott               | MoDem (ENS)              | ENS                      | 12 272       | 28,51        | 17 947      | 52,91       |
|                                                                                                   | Jacques Cattin           | LR (UDC)                 | LR                       | 8 907        | 20,69        | 15 976      | 47,09       |
|                                                                                                   | Nathalie Aubert          | RN                       | RN                       | 7 893        | 18,34        |             |             |
|                                                                                                   | Lilian Bourgeois         | LFI (NUPES)              | NUP                      | 6 797        | 15,79        |             |             |
|                                                                                                   | Jean-George Trouillet    | UL                       | REG                      | 1 849        | 4,30         |             |             |
|                                                                                                   | Gabriel Schermann        | EAC                      | ECO                      | 1 462        | 3,40         |             |             |
|                                                                                                   | Emily Gravier            | REC                      | REC                      | 1 236        | 2,87         |             |             |
|                                                                                                   | Sophie Vanackere         | LP (UPF)                 | DSV                      | 909          | 2,11         |             |             |
|                                                                                                   | Vincent Ackermann        | EPL                      | ECO                      | 808          | 1,88         |             |             |
|                                                                                                   | Fabien Becker            | SE                       | DIV                      | 531          | 1,23         |             |             |
|                                                                                                   | Anne Deffarges           | LO                       | DXG                      | 286          | 0,66         |             |             |
|                                                                                                   | Abel Moreau              | PP                       | REG                      | 98           | 0,23         |             |             |
| Votes valides                                                                                     | Votes valides            | Votes valides            | Votes valides            | 43 048       | 98,08        | 33 923      | 90,08       |
| Votes blancs                                                                                      | Votes blancs             | Votes blancs             | Votes blancs             | 624          | 1,42         | 2 863       | 7,60        |
| Votes nuls                                                                                        | Votes nuls               | Votes nuls               | Votes nuls               | 220          | 0,50         | 872         | 2,32        |
| Total                                                                                             | Total                    | Total                    | Total                    | 43 892       | 100          | 37 658      | 100         |
| Abstention                                                                                        | Abstention               | Abstention               | Abstention               | 48 686       | 52,59        | 54 927      | 59,33       |
| Inscrits / participation                                                                          | Inscrits / participation | Inscrits / participation | Inscrits / participation | 92 578       | 47,41        | 92 585      | 40,67       |

### Élections de 2024
| Candidat                 | Candidat                    | Parti et coalition       | Nuances                  | Premier tour | Premier tour | Second tour | Second tour |
| Candidat                 | Candidat                    | Parti et coalition       | Nuances                  | Voix         | %            | Voix        | %           |
| ------------------------ | --------------------------- | ------------------------ | ------------------------ | ------------ | ------------ | ----------- | ----------- |
|                          | Nathalie Aubert             | RN                       | RN                       | 22 049       | 36,17        | 25 463      | 42,18       |
|                          | Hubert Ott sortant          | MoDem (ENS)              | ENS                      | 19 785       | 32,46        | 34 907      | 57,82       |
|                          | Lilian Bourgeois            | LFI (NFP)                | UG                       | 9 228        | 15,14        |             |             |
|                          | Daniel Klack                | LR                       | DVD                      | 5 012        | 8,22         |             |             |
|                          | Jean-Marc Burgel            | UL (R&PS)                | REG                      | 1 645        | 2,70         |             |             |
|                          | Tiffany Straub              | LMPA (TUPV)              | DIV                      | 1 641        | 2,69         |             |             |
|                          | Claudine Sébert             | DLF                      | DSV                      | 679          | 1,11         |             |             |
|                          | Victor Orly                 | REC                      | REC                      | 477          | 0,78         |             |             |
|                          | Pascal Neuschwanger         | LO                       | EXG                      | 280          | 0,46         |             |             |
|                          | Nathan Doude van Troostwijk | Volt                     | DVG                      | 163          | 0,27         |             |             |
|                          |                             |                          |                          |              |              |             |             |
| Votes valides            | Votes valides               | Votes valides            | Votes valides            | 60 959       | 97,63        |             |             |
| Votes blancs             | Votes blancs                | Votes blancs             | Votes blancs             | 973          | 1,56         | 2 007       |             |
| Votes nuls               | Votes nuls                  | Votes nuls               | Votes nuls               | 504          | 0,81         | 624         |             |
| Total                    | Total                       | Total                    | Total                    | 62 436       | 100          |             | 100         |
| Abstention               | Abstention                  | Abstention               | Abstention               | 30 040       | 32,48        |             |             |
| Inscrits / participation | Inscrits / participation    | Inscrits / participation | Inscrits / participation | 92 476       | 67,52        |             |             |